# Vull el cap d'Alfredo García
 Vull el cap d'Alfredo García  (Bring Me the Head of Alfredo Garcia) és una pel·lícula estatunidenca dirigida per Sam Peckinpah, estrenada el 1974. Ha estat doblada al català.

## Argument
A Mèxic, la filla d'un ric terratinent queda embarassada després d'una aventura amb un cert Alfredo Garcia. Al cap d'aquest de seguida li posen preus. Seduït per la recompensa, Bennie, com d'altres, farà tot el que pugui per trobar Alfredo Garcia.

## Repartiment
- Warren Oates: Bennie
- Isela Vega: Ileta
- Robert Webber: Sappensly
- Gig Young: Quill
- Kris Kristofferson: Paco
- Emilio Fernández: El Jefe
- Helmut Dantine: Max